# Trasposizione di Fries
La trasposizione di Fries è una reazione di riarrangiamento che avviene tipicamente in esteri aromatici in cui il frammento carbonilico migra dall'ossigeno fenolico all'adiacente posizione orto (processo 1,3-O→C). La reazione prende il nome di Karl Fries, che ne pubblicò i primi esempi nel 1908. I fenilesteri erano posti a reagire a caldo in presenza di un acido di Lewis (come AlCl3 o ZnCl2) per ottenere i rispettivi orto-acilfenoli. La stessa reazione, condotta a basse temperature, favorisce il prodotto para.

## Meccanismo
Nonostante la reazione sia nota da oltre un secolo, non è stato ancora raggiunto un consenso unanime sul meccanismo, ma è comunemente accettata l'ipotesi che prevede il coinvolgimento di un intermedio carbocationico, il quale si formerebbe a seguito della coordinazione tra l'ossigeno carbonilico (o fenolico) e l'acido.
Il gruppo estereo può essere attivato anche in maniere alternative, infatti sono state osservate e caratterizzate delle varianti della trasposizione di Fries che prevedono meccanismi di tipo radicalico (foto-Fries) ed anionico.